# Braives
Braives (wa. Braive) – miejscowość i gmina (commune) w Belgii, w Regionie Walońskim, w prowincji Liège, w okręgu Waremme. 1 stycznia 2024 roku liczyła 6554 mieszkańców.

## Podział administracyjny
W skład gminy wchodzi siedem dzielnic (section):
- Avennes
- Ciplet
- Fallais
- Fumal
- Latinne
- Tourinne
- Ville-en-Hesbaye